# Słońce z Werginy

Słońce z Werginy

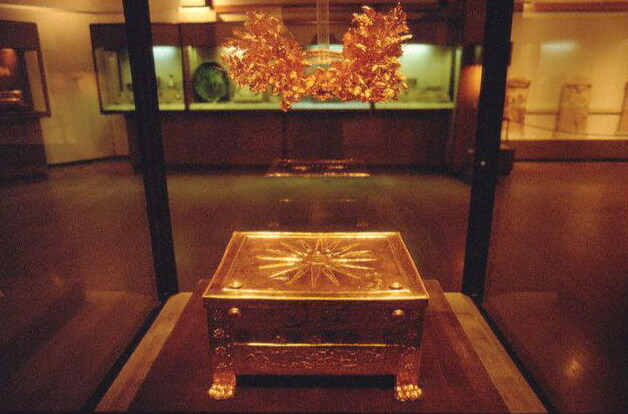
Słońce z Werginy zdobiące larnaks króla Filipa II Macedońskiego

Flaga greckiego regionu Macedonii

Dawna, zakwestionowana przez Grecję, flaga Republiki Macedonii

Słońce z Werginy (gr. Ήλιος της Βεργίνας trl. Ḗlios tēs Bergínas), także gwiazda Argeadów (mac. Аргеадска ѕвезда) – określenie, nadane symbolowi, przedstawiającemu stylizowaną wieloramienną gwiazdę lub słońce o szesnastu promieniach. Symbol oparty jest na zbliżonych wizerunkach gwiazdy-słońca, spotykanych w wielu miejscach terytorium Grecji, w tym także na wyspach greckich, niektóre z nich wcześniejsze o wieki lub o tysiąclecie.
Najbardziej znane, wykonane ze złota wizerunki Słońca z Werginy odkryto w 1977 roku w czasie prac archeologicznych w Werginie, w północnej części obecnej Grecji. Zostały one odnalezione na larnaksie w grobach królów starożytnej Macedonii. Pracami archeologicznymi kierował wówczas profesor Manolis Andronikos. Jego zdaniem grób, na którym odnaleziony został symbol słońca z Werginy, należał do Filipa II, który był ojcem Aleksandra Wielkiego, choć niektórzy przypisują go Filipowi III, który był przyrodnim bratem Aleksandra. Larnaks jest obecnie prezentowany w muzeum archeologicznym w mieście Wergina, tam, gdzie został odnaleziony. Inna wersja symbolu, przedstawiająca słońce o dwunastu promieniach, została odkryta na larnaksie królowej, przypisywanym ostatniej żonie Filipa II, Kleopatrze.
Od chwili odkrycia słońce z Werginy podniesiono do rangi symbolu politycznego po obu stronach granicy grecko-macedońskiej, co stało się jednym z przedmiotów konfliktu między Grekami a słowiańskojęzycznymi Macedończykami. Obydwie strony uważają bowiem słońce z Werginy za swój symbol narodowy, aczkolwiek jako oficjalny symbol państwowy, zastrzeżony w Światowej Organizacji Własności Intelektualnej wykorzystywany winien być jedynie przez Grecję.
11 sierpnia 1992 parlament Republiki Macedonii uznał słońce z Werginy umieszczone na czerwonym tle za oficjalny symbol państwowy. Ze względu na protesty Grecji, w październiku 1995 roku zmieniono stylizację tego symbolu na fladze państwowej Macedonii. W praktyce, na terytorium Republiki Macedonii, starsza wersja flagi wciąż często pojawiała się obok obecnie obowiązującej.
W roku 1993 parlament Grecji ustanowił gwiazdę z Werginy umieszczoną na niebieskim tle godłem współczesnej Macedonii (regionu Grecji).